# George Sisler
George Harold Sisler (* 24. März 1893 in Manchester, Ohio; † 26. März 1973 in Richmond Heights, Missouri) war ein US-amerikanischer Baseballspieler und -manager in der Major League Baseball (MLB). Sein Spitzname war Gorgeous George.

## Biografie
George Sisler wurde in Manchester, Ohio geboren und spielte an der University of Michigan im Baseballteam unter Coach Branch Rickey. Er machte seinen Abschluss in Ingenieurwissenschaften und kam als rechtshändiger Pitcher im Jahr 1915 zu den St. Louis Browns, im gleichen Jahr begann Rogers Hornsby seine Karriere beim Stadtrivalen St. Louis Cardinals. Bereits 1911 hatte er einen Minor-League-Vertrag mit den Pittsburgh Pirates abgeschlossen, der allerdings für ungültig erklärt wurde. Aufgrund seiner starken Leistungen als Schlagmann wechselte er bereits 1916 auf die Position des First Baseman. Hier konnte er seine Offensivleistungen stärker zur Geltung bringen als bei den limitierten Einsätzen eines Pitchers. Auch seine Defensivleistungen auf der 1. Base waren hervorragend und verstärkten die Browns auf dieser wichtigen Position. 1920 erzielte Sisler 257 Basehits. Diese bedeuteten einen Rekord, der bis ins Jahr 2004 Bestand hatte und dort von Ichirō Suzuki mit 262 Basehits gebrochen wurde. Mit einem Schlagdurchschnitt von 40,7 % führte er auch die American League in dieser Saison an.
Eine noch stärkere Saison spielte Sisler dann 1922. Er hatte Basehits in 41 aufeinanderfolgenden Spielen, ein Rekord, der erst von Joe DiMaggio gebrochen wurde. Sein Schlagdurchschnitt von 42 % ist der dritthöchste des 20. Jahrhunderts. Lediglich Rogers Hornsby mit 42,4 % und Nap Lajoie mit 42,2 % waren besser. Die komplette Saison 1923 musste er dann wegen einer Sinusitis aussetzen, die ihn teilweise alles doppelt sehen ließ.
1924 kehrte er dann wieder zu den Browns zurück, erreichte aber nicht mehr die Brillanz seiner früheren Tage. Er kam noch sechsmal zu einem Schlagdurchschnitt von über 30 % in den letzten sieben Jahren seiner Karriere und führte 1927 die American League das vierte Mal bei gestohlenen Bases an. 1928 wechselte er zu den Washington Senators, die ihn im Lauf der Saison an die Boston Braves weiterverkauften. Sein letztes Spiel in den Major Leagues bestritt er am 22. September 1930.
Nach seiner Karriere in den Major Leagues spielte er noch kurzzeitig im Minor League Baseball und betrieb in St. Louis eine Druckerei. Außerhalb des Bush Stadiums wurde eine Statue zu seinen Ehren errichtet. Bereits 1939 wurde er in die Baseball Hall of Fame aufgenommen. Seine Söhne Dick und Dave spielten in den 1950er-Jahren ebenfalls in den Major Leagues.
Sisler verstarb 1973 im Alter von 80 Jahren.